# Skvalen sintaza
Skvalen sintaza (EC 2.5.1.21, farneziltransferaza, preskvalen-difosfatna sintaza, preskvalenska sintaza, skvalenska sintetaza, farnezil-difosfatna farneziltransferaza, SQS) je enzim sa sistematskim imenom (2E,6E)-farnezil-difosfat:(2E,6E)-farnezil-difosfat farneziltransferaza. Ovaj enzim katalizuje sledeću hemijsku reakciju
2 (2E,6E)-farnezil difosfat + + {\displaystyle \rightleftharpoons } skvalen + 2 difosfat + + (sveukupna reakcija)
(1a) 2 (2E,6E)-farnezil difosfat {\displaystyle \rightleftharpoons } difosfat + preskvalen difosfat
(1b) preskvalen difosfat + + {\displaystyle \rightleftharpoons } skvalen + difosfat + +
Ovaj mikrozomalni enzim katalizuje privi korak biosinteze sterola.

## Literatura
- Nicholas C. Price; Lewis Stevens (1999). Fundamentals of Enzymology: The Cell and Molecular Biology of Catalytic Proteins (Third изд.). USA: Oxford University Press. ISBN 019850229X.
- Eric J. Toone (2006). Advances in Enzymology and Related Areas of Molecular Biology, Protein Evolution (Volume 75 изд.). Wiley-Interscience. ISBN 0471205036.
- Branden C; Tooze J. Introduction to Protein Structure. New York, NY: Garland Publishing. ISBN 0-8153-2305-0.
- Irwin H. Segel. Enzyme Kinetics: Behavior and Analysis of Rapid Equilibrium and Steady-State Enzyme Systems (Book 44 изд.). Wiley Classics Library. ISBN 0471303097.

## Spoljašnje veze
- Squalene+synthase на 